# Blossia albocaudata
Espèce
Blossia albocaudata est une espèce de solifuges de la famille des Daesiidae.

## Distribution
Cette espèce est endémique d'Israël. Elle se rencontre vers Omer.

## Publication originale
- Levy & Shulov, 1964 : The Solifuga of Israel. Israel Journal of Entomology, vol. 13, p. 102-120.